# Offenbach-Bieber (stacja kolejowa)
Offenbach-Bieber – przystanek kolejowy w Offenbach am Main, w kraju związkowym Hesja, w Niemczech. Znajdują się tu 2 perony.